# PLM
Product Lifecycle Management (PLM) (керування життєвим циклом виробу) — технологія керування життєвим циклом виробів.
Організаційно-технічна система, що забезпечує управління всією інформацією про виріб і пов'язаних з ним процесів протягом усього його життєвого циклу, починаючи з проектування і виробництва до зняття з експлуатації. При цьому як вироби можуть розглядатися різні складні технічні об'єкти (кораблі та автомобілі, літаки і ракети, комп'ютерні мережі та ін.) Інформація про об'єкт, що міститься в PLM-системі є цифровим макетом цього об'єкта.
На кожному етапі життєвого циклу використовують відповідні підходи, методи, інструменти, знання та інші інформаційні ресурси, що сприяють підвищенню якості продукту. Концепція PLM передбачає об'єднання цих ресурсів у систему задля досягнення нададитивного (синергетичного, емерджентного) ефекту. Сучасні PLM-рішення, такі як Siemens PLM Software (UGS), Dassault system software, Oracle/AgileSoft, PTC/Windchill, SAP/mySAP PLM, інтегрують такі функції, як Project/Portfolio, CAD/CAM, Product Data Management, Manufacturing Process Management, різні типи колаборації тощо. PLM-система – це інформаційна система різнорідних інформаційних ресурсів, призначення якої – інформаційна підтримка етапів життєвого циклу продукту з метою підвищення якості та зниження витрат.
Використання досягнень теорії систем і принципу ізоморфізму загальносистемних закономірностей є необхідною умовою проектування ефективних PLM-систем.